# Halowe Mistrzostwa Świata w Lekkoatletyce 2003 – skok wzwyż kobiet
Skok wzwyż kobiet – jedna z konkurencji rozgrywanych podczas halowych mistrzostw świata w lekkoatletyce w 2003. Kwalifikacje odbyły się 15 marca, a finał został rozegrany 16 marca.
Do kwalifikacji zgłoszonych zostało 18 zawodniczek z 15 państw.
Zawody w tej konkurencji wygrała reprezentantka Szwecji Kajsa Bergqvist. Drugą pozycję zajęła zawodniczka z Rosji Jelena Jelesina, trzecią zaś reprezentująca też Rosję Anna Cziczerowa.

## Wyniki

### Kwalifikacje
Źródło: 
Grupa A
| Miejsce | Zawodniczka        | Państwo           | Wysokość (m) | Wysokość (m) | Wysokość (m) | Wysokość (m) | Wynik | Uwagi |
| Miejsce | Zawodniczka        | Państwo           | 1,87         | 1,90         | 1,93         | 1,95         | Wynik | Uwagi |
| ------- | ------------------ | ----------------- | ------------ | ------------ | ------------ | ------------ | ----- | ----- |
| 1.      | Inha Babakowa      | Ukraina           | O            | XO           | O            | O            | 1,95  | SB    |
| 2.      | Oana Pantelimon    | Rumunia           | XO           | XO           | XXO          | O            | 1,95  | PB    |
| 3.      | Amy Acuff          | Stany Zjednoczone | O            | XO           | XO           | XXO          | 1,95  | SB    |
| 4.      | Susan Jones        | Wielka Brytania   | XO           | XO           | XXO          | XXX          | 1,93  | PB    |
| 5.      | Tatjana Jefimienko | Kirgistan         | O            | O            | XXX          | –            | 1,90  |       |
| 6.      | Anna Ksok          | Polska            | XX-          | O            | XX-          | X            | 1,90  |       |
| 7.      | Elena Herzenberg   | Niemcy            | O            | XO           | XXX          | –            | 1,90  |       |
| 8.      | Marina Aitowa      | Kazachstan        | XXO          | XXX          | –            | –            | 1,87  | PB    |
| –       | Yoko Hunnicutt     | Japonia           | XXX          | –            | –            | –            | NM    |       |

Grupa B
| Miejsce | Zawodniczka        | Państwo           | Wysokość (m) | Wysokość (m) | Wysokość (m) | Wysokość (m) | Wynik | Uwagi |
| Miejsce | Zawodniczka        | Państwo           | 1,87         | 1,90         | 1,93         | 1,95         | Wynik | Uwagi |
| ------- | ------------------ | ----------------- | ------------ | ------------ | ------------ | ------------ | ----- | ----- |
| 1.      | Jelena Jelesina    | Rosja             | O            | XO           | O            | O            | 1,95  |       |
| 1.      | Iryna Michalczenko | Ukraina           | O            | O            | XO           | O            | 1,95  |       |
| 1.      | Tisha Waller       | Stany Zjednoczone | O            | O            | XO           | O            | 1,95  |       |
| 4.      | Ruth Beitia        | Hiszpania         | O            | O            | O            | XO           | 1,95  |       |
| 5.      | Blanka Vlašić      | Chorwacja         | O            | XO           | O            | XO           | 1,95  |       |
| 6.      | Anna Cziczerowa    | Rosja             | O            | XO           | XO           | XO           | 1,95  |       |
| 7.      | Kajsa Bergqvist    | Szwecja           | O            | O            | O            | XXO          | 1,95  |       |
| 8.      | Dóra Győrffy       | Węgry             | XO           | O            | XXX          | –            | 1,90  |       |
| 8.      | Iva Straková       | Czechy            | XO           | O            | XXX          | –            | 1,90  |       |

### Finał
Źródło: 
| Miejsce | Zawodniczka        | Państwo           | Wysokość (m) | Wysokość (m) | Wysokość (m) | Wysokość (m) | Wysokość (m) | Wynik | Uwagi |
| Miejsce | Zawodniczka        | Państwo           | 1,88         | 1,92         | 1,96         | 1,99         | 2,01         | Wynik | Uwagi |
| ------- | ------------------ | ----------------- | ------------ | ------------ | ------------ | ------------ | ------------ | ----- | ----- |
| 01 !    | Kajsa Bergqvist    | Szwecja           | O            | O            | O            | O            | O            | 2,01  |       |
| 02 !    | Jelena Jelesina    | Rosja             | O            | XXO          | O            | XO           | XXX          | 1,99  |       |
| 03 !    | Anna Cziczerowa    | Rosja             | O            | XO           | XXO          | XO           | XXX          | 1,99  |       |
| 4.      | Blanka Vlašić      | Chorwacja         | O            | O            | O            | XX-          | X            | 1,96  |       |
| 5.      | Iryna Michalczenko | Ukraina           | O            | XO           | O            | XXX          | –            | 1,96  |       |
| 5.      | Ruth Beitia        | Hiszpania         | O            | XO           | O            | XXX          | –            | 1,96  | NR    |
| 7.      | Tisha Waller       | Stany Zjednoczone | O            | O            | XXO          | XXX          | –            | 1,96  |       |
| 8.      | Inha Babakowa      | Ukraina           | O            | O            | XXX          | –            | –            | 1,92  |       |
| 9.      | Oana Pantelimon    | Rumunia           | XO           | O            | XXX          | –            | –            | 1,92  |       |
| 10.     | Amy Acuff          | Stany Zjednoczone | O            | XXO          | XXX          | –            | –            | 1,92  |       |